# Arrondissement de Ragnit
L'arrondissement de Ragnit est un arrondissement du district de Gumbinnen en Prusse-Orientale de 1818 à 1922. Le siège de l'arrondissement est Ragnit. En 1910 l'arrondissement compte 55 338 habitants sur une superficie de 1 220 km².

## Histoire
Le territoire de l'arrondissement de Ragnit fait partie de l'ancien arrondissement d'Insterbourg depuis la division de la Prusse-Orientale en arrondissements en 1752,. Dans le cadre des réformes administratives prussiennes, l'"Ordonnance relative à l'amélioration de l'organisation des autorités provinciales" du 30 avril 1815 rend nécessaire une réforme complète des arrondissements de toute la Prusse-Orientale, les arrondissements créés en 1752 s'étant révélés inadaptés et trop vastes. Le 1er septembre 1818, le nouveau arrondissement de Ragnit est formé dans le district de Gumbinnen à partir de parties de l'ancien arrondissement d'Insterbourg. Il comprend le domaine des paroisses de Budwethen (de), Kraupischken (de), Lengwethen (de), Ragnit (de), Szillen (de) et Wischwill (de). Depuis le 3 décembre 1829, l'arrondissement fait partie de la nouvelle province de Prusse avec son siège à Königsberg.
Le 21 juillet 1875, la commune d'Heydebruch et le district de domaine de Klein Szagmanten sont transférés de l'arrondissement de Tilsit à l'arrondissement de Ragnit. Le 10 août 1876, la commune de Kamanten (de) est transférée de l'arrondissement de Pillkallen à l'arrondissement de Ragnit. Après la division de la province de Prusse en les nouvelles provinces de Prusse-Orientale et de Prusse-Occidentale, l'arrondissement de Ragnit devient partie intégrante de la Prusse-Orientale le 1er avril 1878.
Le 10 janvier 1920, le traité de Versailles entre en vigueur en janvier 1920. En conséquence, les parties de l'arrondissement de Ragnit au nord du Memel sont cédées au territoire de Memel, où elles deviennent une partie de l'arrondissement de Pogegen. L'arrondissement voisin de Tilsit est également divisé de la même manière. Le 25 mars 1920, l'administration du reste de l'arrondissement de Tilsit, au sud du Memel, est transférée à l'administrateur de l'arrondissement de Ragnit. Le 1er juillet 1922, les arrondissements démembrés au sud du Memel sont réorganisés. Les territoires de l'arrondissement de Ragnit et de l'arrondissement de Tilsit restés dans  le Reich allemand sont combinées avec une partie de l'arrondissement de Niederung pour former le nouveau arrondissement de Tilsit-Ragnit. Le siège de l'arrondissement est Tilsit.
Pendant la Seconde Guerre mondiale, la zone de l'ancien arrondissement de Ragnit est occupée par l'Armée rouge à l'automne 1944. Après la fin de la guerre, la sous-zone au nord du Memel fait essentiellement partie de la municipalité du district de Jurbarkas en Lituanie et la zone au sud du Memel fait partie de l'oblast russe de Kaliningrad.

## Évolution de la démographie
| Année | Habitants | Source |
| ----- | --------- | ------ |
| 1818  | 21 747    | [ 5 ]  |
| 1846  | 46 726    | [ 6 ]  |
| 1871  | 52 391    | [ 7 ]  |
| 1890  | 54 725    | [ 8 ]  |
| 1900  | 54.123    | [ 8 ]  |
| 1910  | 55 338    | [ 8 ]  |

## Politique

### Administrateurs de l'arrondissement
- 1818–182500Benjamin Sperber
- 18250000000Bluhm
- 1825–182700Schönwald
- 1827–184200von Wildowsky
- 1842–187400Oskar von Sanden (de)
- 1874–187500Döhn
- 1875–188600Waldemar Krossa (de)
- 1886–189400Ludwig von Windheim
- 1895–190500Georg von Lambsdorff
- 1905–191500Walther von Trebra (de)
- 1915–191900Richard Sarrazin (de)
- 1919–192000Hermann Zwicker
- 19200000000Paulus Rintelen
- 1921–192200Bernhard Penner (de)

### Élections
Dans l'Empire allemand, l'arrondissement de Pillkallen et l'arrondissement de Ragnit forment la 2e circonscription du district de Gumbinnen (de).

## Communes
En 1900, il y a une ville et 302 communes dans l'arrondissement de Ragnit. Les communes qui se trouvent au nord de Memel, sont séparées de l'arrondissement en 1920 et deviennent une partie du territoire de Memel, sont marquées MEM, :
- Abschruten, Ksp. Budwethen (de)
- Abschruten, Ksp. Kraupischken
- Abschruten, Ksp. WischwillMEM
- AdomischkenMEM
- Alexen
- Alt Eggleningken
- Alt Krauleidszen (de)
- Alt Lubönen (de)
- Alt Moritzlauken (de)
- Alt Stonupönen
- Alt Wingeruppen (de)
- Alt Wischteggen
- Anstippen (de)
- Antagminehlen
- AntgulbinnenMEM
- AntschwentenMEM
- Antskrebben (de)
- AntuppenMEM
- Aschmoweitkuhnen
- Aszen (de)
- Augsgirren, Ksp. Kraupischken
- Augsgirren, Ksp. SzugkenMEM
- Augskallen (de)
- Babillen (de)
- Balandszen
- Baltruschatschen
- BaltupönenMEM
- Bambe (de)
- Barsden (de)
- Bäuerlich NaußedenMEM
- Beinigkehmen (de)
- Bejehnen (de)
- Birkenfelde (de)
- Bittehnen-Schillehnen (de)MEM
- Bittehnen-UszbitschenMEM
- Blendienen
- Blindupönen
- Bludischken
- Boyken
- Brandwethen
- Brohnen
- Bruiszen/Bruischen (de)
- Budeningken
- Budupönen (de)
- Budupönen-Uthelen (de)
- Budwethen (de)
- Buttkuhnen (de)
- Czibirben
- Czuppen (de)
- Dannenberg (de)
- Dejehnen (de)
- Dilben
- Dirsen
- Dirwehlen (de)
- Dirwonuppen (de)
- Dorlauken
- Dundeln (de)
- Eigarren (de)
- Erbfrei NaußedenMEM
- Errehlen (de)
- Eszerninken (de)
- Friedrichswalde
- Gaidszen (de)
- Gaistauden (de)
- Galbrasten (de)
- Gettkandten
- Gettschen
- Giewerlauken (de)
- Giggarn (de)
- Giggarn-Skerswethen
- Gindwillen
- Girrehnen (de)
- Girschunen
- Graudszen (de)
- Groosten
- Groß Ballupönen (de)
- Groß Kackschen (de)
- Groß Kamanten (de)
- Groß Kummeln (de)
- Groß Lenkeningken (de)
- Groß Oschkinnen
- Groß Perbangen (de)
- Groß Pillkallen (de)
- Groß Puskeppeln (de)
- Groß Schillehlischken (de)
- Groß Skattegirren
- Groß SzagmantenMEM
- Groß Wabbeln
- Grüneiten-Schunwillen (de)
- Guddaschen
- Gudgallen (de)
- Gudszen
- Gurbischken (de)
- HeydebruchMEM
- Hoch SzagmantenMEM
- Ickschen
- Ihlauszen
- Jägerkrug
- Jautelischken
- Jestwethen
- Jodszehmen
- Jonienen (de)
- Jucknaten
- Juckstein (de)
- Jurgaitschen (de)
- Jurken
- Kaiserau
- Kallehnen
- KallwehlenMEM
- Kallwellen
- Kamschen
- Kapotschen
- Karalkehmen (de)
- Karohnen (de)
- Kartzauningken
- Kaschälen (de)
- Katzenduden
- Kaukerwethen
- Kauschen
- Kermuscheiten
- Kerstupönen (de)
- Ketturrecken
- Kiauschälen (de)
- Kindschen (de)
- Klapaten (de)
- Klein Ballupönen
- Klein Kackschen (de)
- Klein Kummeln
- Klein Lenkeningken (de)
- Klein Oschkinnen
- Klein Perbangen
- Klein Puskeppeln (de)
- Klein Schillehlen (de)
- Klein Skaisgirren (de)
- Klein Skattegirren
- Klein SzagmantenMEM
- Klein Wabbeln
- Klischwethen
- Kluickschwethen
- Köllmisch Kackschen (de)
- Königshuld I (de)
- Königshuld II (de)
- KrakischkenMEM
- KrakonischkenMEM
- Krauleidehlen
- Krauleidszen
- Kraupischkehmen
- Kraupischken (de)
- Krebschen (de)
- Kropien
- Kubillehnen
- Kullminnen
- Kummutschen (de)
- Kurstwethen
- Kuttkuhnen
- Laskowethen
- Laugallen, Ksp. Jurgaitschen
- Laugallen, Ksp. Kraupischken
- Laugallen, Ksp. Rautenberg (de)
- Lengwethen (de)
- Lepalothen, Ksp. Budwethen
- Lepalothen, Ksp. Ragnit
- Lepalothen, Ksp. Szillen (de)
- Lieparten
- Lindicken, Ksp. Budwethen (de)
- Lindicken, Ksp. Szugken (de)MEM
- Maruhnen
- Maßwillen (de)
- Materningken
- Mattischken (de)
- Mikehnen (de)
- MotzischkenMEM
- Naujeningken, Ksp. Budwethen (de)
- Naujeningken, Ksp. SzugkenMEM
- Nestonwethen
- Nettschunen (de)
- Neu Eggleningken (de)
- Neu Krauleidszen (de)
- Neu Lubönen (de)
- Neu Moritzlauken (de)
- Neu Wischteggen (de)
- Neudorf
- Neuhof (de)
- Norwilkischken (de)
- Nurnischken
- Ober Eißeln (de)
- Opehlischken
- Oschnaggern
- Ostwethen
- Paballen (de)
- Pabuduppen (de)
- Padaggen (de)
- PagulbinnenMEM
- Pakullen
- Palentienen (de)
- Pallmohnen
- Papuschienen
- Paskallwen (de)
- Paszleidszen
- Paszuiszen
- Patilszen (de)
- Pautkandszen
- Pellehnen (de)
- Perkuhnen
- Petratschen (de), Ksp. Ragnit
- Petratschen, Ksp. Szillen
- Petroschken
- Pieraggen
- Plauschinnen
- Plimballen
- Podszuhnen
- Popelken
- Poplienen (de)
- Pötischken
- Pötkallen (de)
- Pröwoiszen
- Prusgirren (de)
- Pucknen
- Puppen
- Radischen
- Ragnit, ville
- Raudonatschen Schäferei
- Raudszen (de)
- Rautenberg (de)
- Reisterbruch
- Retheney
- Ruddecken (de)
- Sackalehlen (de)
- Sackeln
- Salleningken
- Sassupönen
- Schacken-Jedwillen
- Schäferei NaußedenMEM
- Scharken
- Schattlauken
- Schaudinnen
- Schaulwethen
- Scheidischken
- Schernen
- Schillehnen (de)
- Schillgallen-Kauschen
- Schillupischken
- Schlekaiten
- Schmalleningken-AugstogallenMEM
- Schmalleningken-EndruschenMEM
- Schmalleningken-WittkehmenMEM
- Schönwiese
- Schuppinnen, Ksp. Kraupischken
- Schuppinnen, Ksp. Ragnit (de)
- SchusternMEM
- Schwirblienen (de)
- Skeppetschen
- Skrebben (de)
- Skrebudicken
- Skrusden
- Sobersken
- SokaitenMEM
- Spirginnen
- Sprokinnen
- Staggen
- Steireggen
- Stepponaten
- Suttkehmen
- Sziebarten
- Szillen (de)
- SzugkenMEM
- Szurellen
- Szwirpeln
- Thorunen
- Tilszenehlen (de)
- Titschken (de)
- Trappönen (de)
- Treibgirren (de)
- Trumpaten
- Turken
- Tutteln
- Unter Eißeln (de)
- UszballenMEM
- Uszberszen
- Uszelxnen (de)
- Uszlauszen
- UsztiltenMEM
- Wallullen
- Warnen (de)
- Waszeninken (de)
- Wedereitischken (de)
- Weedern, Ksp. Wedereitischken (de)
- Welnabalis (de)
- Wersmeninken
- Werxnupönen
- WeszeningkenMEM
- Wilkawischken
- Wilkerischken
- Willmantienen
- Wingeruppen
- Wingschnienen (de)
- Wischwill (de)MEM
- Wiswainen
- Wittgirren
- Wittgirren-Stannen
- Wittschunen
- Worreningken
- Woydehnen (de)

Il y a aussi de nombreux districts de domaine.
Changements de nom et incorporations jusqu'en 1922
- La commune de Groß Kamanten est convertie en district de domaine de Kamanten le 17 septembre 1909.
- La commune de Groß Schillehlischken est rebaptisée Groß Schillehlen en 1913.
- La commune de Grüneiten-Schunwillen est rebaptisée Schunwillen en 1905.
- La commune de Katzenduden est rebaptisée Duden en 1906.
- Les communes de Klishethen et Sprokinnen sont intégrées le 1er janvier 1920 à la commune de Jurgaitschen.
- La commune de Pautkandszen est rebaptisée Grüntal en 1916.
- La commune de Raudonatschen Schäferei est convertie en district de domaine d'Insterfelde le 4 juin 1907.

## Personnalités liées à l'arrondissement
- Johannes Abromeit (1857-1946), botaniste né à Paszleitschen (de).